# Milwaukee
Milwaukee (/mɪlˈwɔːki/, pronuncia locale /məˈ-/) è un comune (city) degli Stati Uniti d'America e capoluogo della contea di Milwaukee nello Stato del Wisconsin. Una piccola parte della città si estende nelle contee di Washington e Waukesha. La popolazione era di 595 351 abitanti al censimento del 2017, il che la rende la città più popolosa dello stato e la 30ª città più popolosa della nazione.

## Geografia fisica
Secondo lo United States Census Bureau, la città ha una superficie totale di 250,71 km², dei quali 248,95 km² di territorio e 1,76 km² di acque interne (0,7% del totale).
Milwaukee dista 121 km da Madison, 131 km da Chicago, 165 km da Green Bay, 480 km da Minneapolis, e 496 km da Des Moines.

## Storia

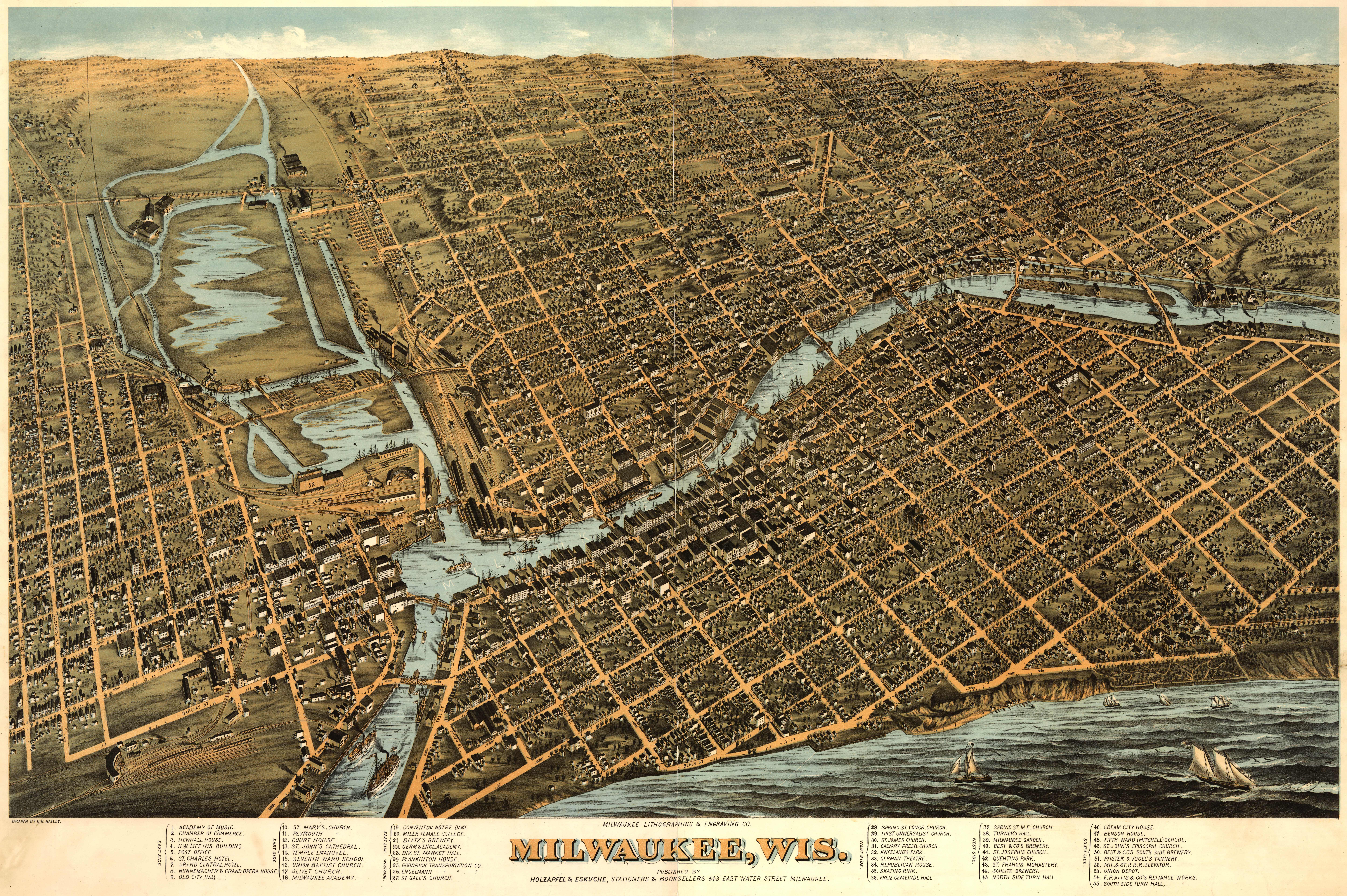
Mappa illustrata di Milwaukee (1872)

L'area di Milwaukee originariamente era abitata dalle tribù dei Fox, Mascouten, Potawatomi e Winnebago. La città prende il nome dalla parola indiana Millioke, che significa "la buona terra" o "trovare un posto con l'acqua". Missionari francesi e commercianti passarono attraverso l'area nel tardo XVII secolo e XVIII secolo.
Nel 1818, il francese Solomon Juneau si stabilì nell'area e nel 1833 fondò una città sul lato est del fiume Milwaukee. Nel 1846, il centro di Juneau si fuse con due cittadine vicine per creare la città di Milwaukee: Kilbourntown ad ovest, fondato da Byron Kilbourn, e Walker's Point a sud, fondato da George H. Walker. Juneau fu il primo sindaco di Milwaukee. L'immigrazione tedesca ha contribuito ad aumentare la popolazione della città dei primi anni 1840. Ai giorni d'oggi Milwaukee possiede una considerevole popolazione di tedeschi americani. 
Dalla fine del XIX secolo agli anni 1950, Milwaukee, come molte altre città industriali del Midwest, ha ricevuto un gran numero di immigrati provenienti da Germania, Italia, Ungheria, Polonia e altri paesi dell'Europa centrale, così come un numero significativo di afroamericani provenienti dagli Stati del Sud. Questo aiutò Milwaukee a diventare una delle 15 città più popolose della nazione, e durante la metà degli anni 1960 la popolazione era di 750 000 abitanti. Tuttavia, dalla fine di quel decennio, Milwaukee, come molte altre città nella regione dei Grandi Laghi, ha visto il suo declino della popolazione a causa di diversi fattori. 
In tempi recenti la città ha cercato di migliorare la sua economia, i suoi quartieri e la sua immagine, con la conseguente rivitalizzazione di settori come Third Ward, East Side e, più recentemente, Bay View, insieme ad attrarre nuove imprese al centro della città. Mentre la città deve ancora affrontare una popolazione in declino, continua a fare piani per migliorare il suo futuro attraverso diversi progetti.
Milwaukee è soprannominata "City of Festivals" per l'enorme numero di eventi culturali e musicali che si svolgono, soprattutto in estate. Il più famoso è il Summerfest, uno dei più grandi festival musicali del mondo.

## Popolazione

### Evoluzione demografica
Secondo il censimento del 2017, la popolazione era di 595 351 abitanti.

### Etnie e minoranze straniere
Secondo il censimento del 2010, la composizione etnica della città era formata dal 44,78% di bianchi, il 39,97% di afroamericani, lo 0,79% di nativi americani, il 3,51% di asiatici, lo 0,04% di oceaniani, il 7,51% di altre etnie, e il 3,41% di due o più etnie. Ispanici o latinos di qualunque etnia erano il 17,32% della popolazione.

## Cultura

### Università
Nella città è presente dal 1899 il Wisconsin Conservatory of Music.

## Economia
A Milwaukee e nel suo circondario hanno sede alcune importanti aziende tra le quali la Johnson Controls, la multinazionale dell'automazione industriale Rockwell Automation (marchio Allen-Bradley), la compagnia di assicurazione Northwestern Mutual, la società di lavoro temporaneo Manpower Inc., la fabbrica di motocicli Harley-Davidson, la fabbrica di motori Briggs & Stratton e la fabbrica di strumenti diagnostici GE Healthcare Diagnostic Imaging and Clinical Systems.
L'area metropolitana di Milwaukee è al quinto posto negli Stati Uniti per quanto riguarda il rapporto tra il numero delle prime 500 aziende degli Stati Uniti e la popolazione. Il sobborgo di Brookfield primeggia a livello commerciale ma vi hanno sede anche importanti aziende quali la Milwaukee Electric Tool Corporation.
Nell'area di Milwaukee ha sede anche la fabbrica di motori marini Evinrude Outboard Motors (a Sturtevant, Wisconsin).
Anche il famoso marchio della birra Miller Genuine Draft è legato alla città di Milwaukee.
Infatti, anche nel precedente logo dei Milwaukee Bucks c'era scritto Cream City (città della birra).

## Infrastrutture e trasporti
La città è servita dall'Aeroporto Internazionale Generale Mitchell e possiede una rete tranviaria.

## Amministrazione

### Gemellaggi
- Carora
- Galway
- Schwerin
- Morogoro
- uMhlathuze
- Medan
- Zara
- Bomet
- Białystok

## Sport
La squadra di pallacanestro locale che milita nella NBA è quella dei Milwaukee Bucks, mentre la squadra di baseball locale che milita nella Major League Baseball è quella dei Milwaukee Brewers ovvero "produttori di birra". Nell'hockey su ghiaccio i Milwaukee Admirals militano nella American Hockey League.
A queste vanno aggiunte le due istituzioni universitarie di NCAA Division I, la Marquette University dotata di un'ottima squadra di pallacanestro ed affiliata alla prestigiosa Big East Conference, e l'Università del Wisconsin a Milwaukee.

## Tessuto urbano
Il tessuto urbano di Milwaukee, riflette una combinazione di elementi storici e moderni che si sono sviluppati nel tempo.                                Il centro città (Downtown) è caratterizzato da edifici e monumenti storici, ma anche grattacieli moderni. Nel tessuto urbano si trovano anche residenze, uffici, negozi e industrie ma anche fabbriche.                                                                                                                     Questa metropoli è noto per i vari quartieri presenti, i principali sono:
- Quartieri residenziali, presentano vari stili architettonici e case storiche vittoriane.
- Quartieri urbani, presentano soprattutto i quartieri culturali più noti, come il cuore della città (Downtown), ma anche residenze e locali.
- Quartieri etnici, ovvero quartieri i cui luoghi sono stati influenzati dalle culture di immigrati.
- Quartieri industriali riqualificati, erano luoghi industrializzati che sono stati trasformati in aree residenziali e commerciali, adatti ad ospitare la comunità.
- Quartieri periferici, aree trasformate in centri commerciali, parchi e zone verdi.
- Quartieri studenteschi, ovvero tutti i luoghi con università e istituti per garantire un'istruzione ai giovani.